# Fèlix de Roma (patró de Vilafranca)
Fèlix, patró de Vilafranca del Penedès, fou un màrtir romà que fou sepultat a la catacumba de Calepodi, situada al tercer mil·liari de la via Aurèlia. Es tracta d'un cos sant venerat a Vilafranca, població de la qual és sant patró.
No s'ha de confondre amb altres màrtirs romans del mateix nom, com Fèlix de Roma, Fèlix, el fill de Santa Felicitat o Fèlix, el martiritzat amb Adaucte (la festa d'aquest últim és, com la del patró de Vilafranca, el 30 d'agost).

## Història i veneració de les relíquies

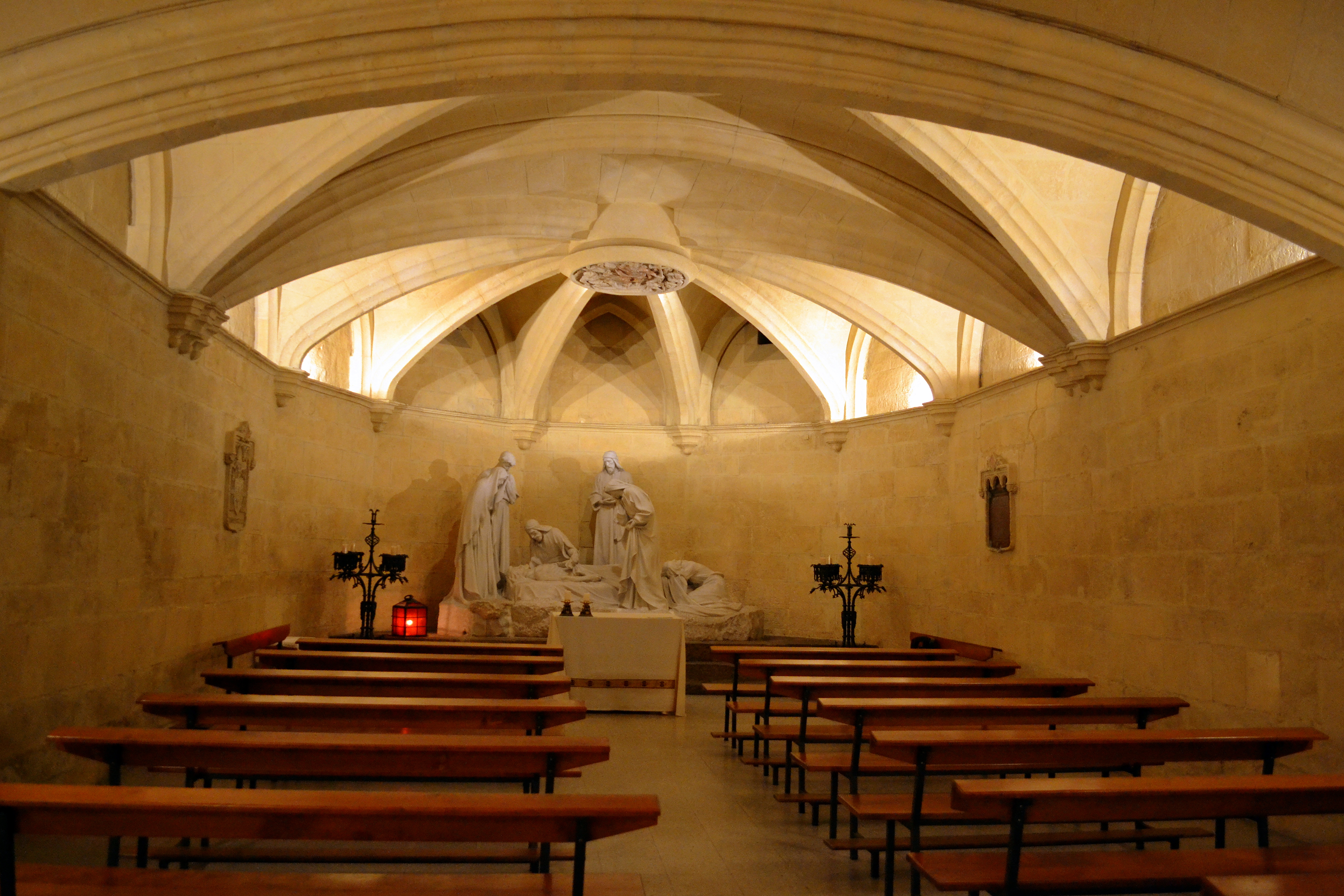
Cripta de Santa Maria de Vilafranca, lloc d'enterrament de les relíquies de Sant Fèlix.

Es tracta d'un cos sant (o corposanto): la relíquia d'un suposat màrtir trobada a les catacumbes romanes i venerat com a sant en un temple, però de la vida del qual no se'n coneix res i que no figura com a sant al Martirologi romà, tot i que la veneració immemorial el fa objecte de culte litúrgic.

El cos fou trobat a la catacumba de Calepodi, al tercer mil·liari de la via Aurèlia, a Roma. L'any 1700, les seves restes van ser traslladades a Vilafranca del Penedès.

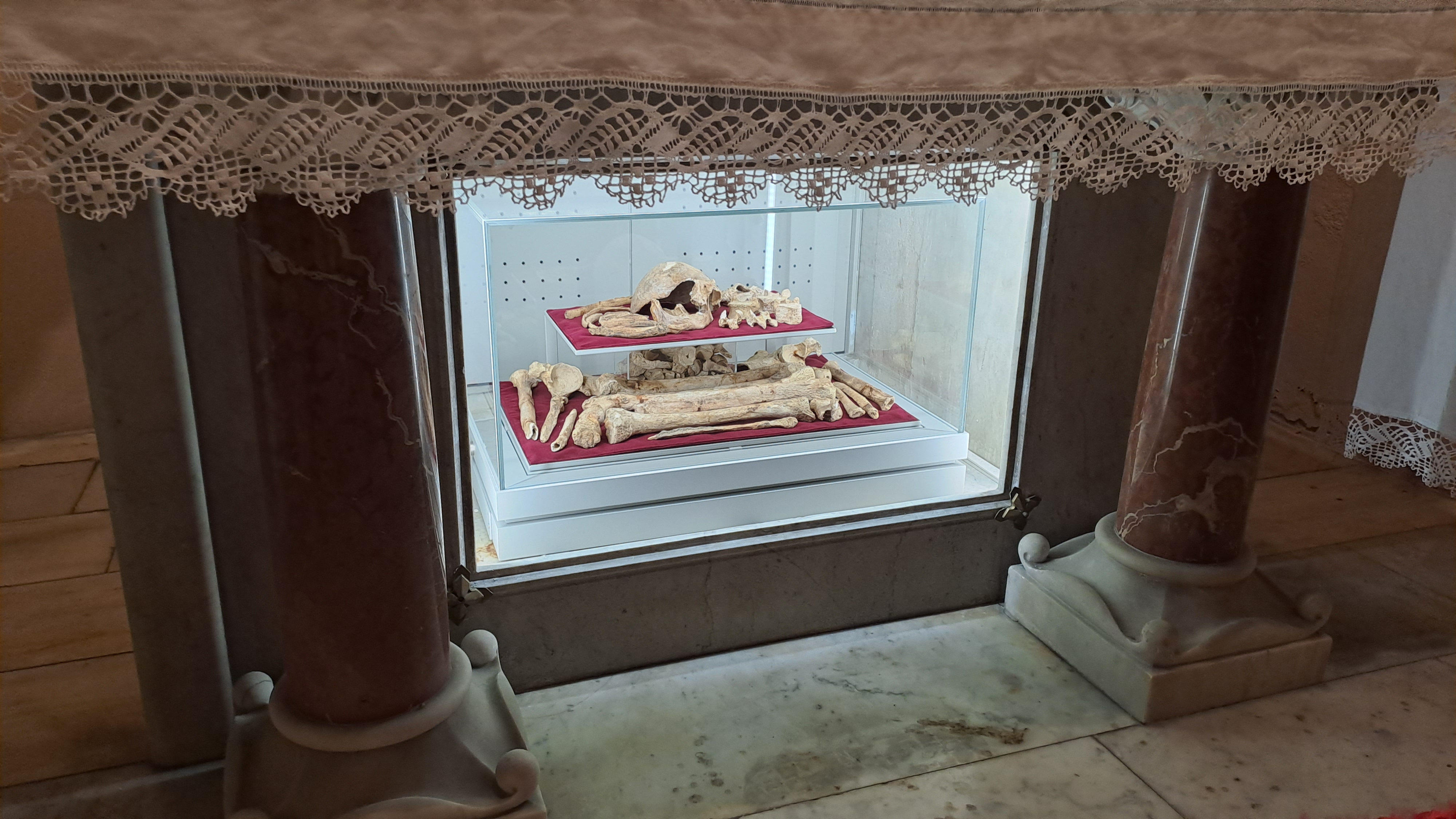
Relíquies de Sant Fèlix.

L'arribada de les relíquies del Sant va coincidir amb unes pluges, que tancaven un període de sequera que havia deixat la vila empobrida. La població vinculà el fet de les pluges amb la vinguda de les relíquies, i d'aquí s'originà la veneració que sant Fèlix té a la capital de l'Alt Penedès. L'any 1776, els vilafranquins van acabar per erigir-lo com a nou patró juntament amb els patrons anteriors, Sant Ramon de Penyafort i Sant Jocund. 
Les relíquies de Sant Fèlix estan conservades a la cripta de la Basílica de Santa Maria de Vilafranca. L'any 1810, la cripta va ser soterrada i les relíquies van ser traslladades a la capella del Santíssim Sagrament, fins que es va recuperar l'espai el 1879 i les relíquies van tornar al seu lloc d'origen.
L'any 1916 el bisbe Torras i Bages va regalar a l'església dues figures de marbre de l'escultor Josep Llimona, per ser col·locades a la cripta: l'enterrament de Crist, i el nou altar de Sant Fèlix. Aquestes dues escultures van substituir un antic altar de caràcter barroc.
L'any 1934, els fets d'octubre van cremar gran part dels elements interiors de la Basílica de Santa Maria, entre ells l'orgue. Les relíquies, però, van sobreviure a l'incendi. L'any 1936, amb l'esclat de la Guerra Civil, les restes van ser traslladades per un sepulturer a un nínxol del cementiri municipal. El 1939, finalitzat el conflicte, les relíquies, un xic desfetes per la humitat del lloc, van ser portades primer a l'església de Sant Francesc i el 29 d'agost del mateix 1939 a la Basílica de Santa Maria, on la cripta va tornar a acollir els ossos del patró a la mateixa urna que abans de la guerra, que es va trobar a les golfes de la Casa de la Vila.
L'any 1964, arran dels dictàmens oferts pel Concili Vaticà II, es van produir unes importants obres que van modificar per complet l'accés i la disposició de la cripta, tot oferint una major visibilitat dels diversos elements i podent-ne augmentar l'espai accessible. D'una banda, es va suprimir l'entrada que s'ubicava just a les escales de l'altar, que va passar a ubicar-se a la façana sud de la basílica, just al costat de la porta lateral del temple. D'altra banda, es van redistribuir les escultures presents regalades per Torras i Bages: l'enterrament de Crist, que antigament s'ubicava just darrere de l'altar de Sant Fèlix, es va endarrerir uns escassos metres i va quedar lliure de cap element que la pogués entorpir. L'altar i les relíquies es van moure uns metres, quedant enquadrades just davant d'on apareixen les actuals escales a la cripta.
L'any 2020, a causa de la pandèmia, l'urna es va exposar el dia 30 d'agost a l'altar major de la basílica, per tal d'evitar aglomeracions en un espai reduiït com la cripta. Abans de la Festa Major del 2021 es van detectar diverses deficiències a l'urna que conté les relíquies i es va decidir exposar un petit fragment d'un os a l'altar major mentre el reliquiari complet es sotmetia a una revisió i conservació total. El 2022, superada la pandèmia, les relíquies es van poder contemplar de nou a la cripta amb una nova disposició i una nova urna, que és el que es pot contemplar actualment.
La cripta es pot visitar cada dissabte al matí, però l'urna on es guarden les relíquies només permet veure les restes del patró el dia 30 d'agost de cada any. La resta de dies, una peça de marbre amb la inscripció 'Ossa Sancti Felicis Presbyteri Martyris' cobreix el reliquiari.
Cada 30 d'agost, durant la Festa Major de Vilafranca del Penedès, té lloc la Diada de Sant Fèlix, una important exhibició castellera, entre altres actes populars i tradicionals. Els actes més important en referència al patró durant la celebració són la processó de Sant Fèlix i l'entrada de la imatge a la basílica (30 d'agost al vespre-nit) i la novena i cant dels goigs en el seu honor (cada vespre-nit del 22 al 30 d'agost).

## La imatge
La imatge actual de Sant Fèlix es construí l'any 1959 a proposta de mossèn Manuel Trens. És obra de l'escultor Josep Ricart i Jaume Sanjaume que la daurà i policromà. És una figura d'una mica més d'un metre i mig d'alçada, feta de pi de Flandes i representa el sant prevere amb sotana negra, roquet i museta. A la mà esquerra hi porta un breviari obert com a símbol de la fe i l'educació i a la dreta i porta la palma del martiri feta de plata. La palma data de 1939 i fou dissenyada per Jaume Mercader-Miret i construïda per l'orfebreria Sunyer de Barcelona. Aquesta branca de palmera que representa el caràcter de màrtir de sant Fèlix està unida a la mà del Sant amb un petit cadenat que n'impossibilita l'extracció la clau del qual es lliura a l'administrador que custodia el Sant. A més, a diferència de la imatge anterior de 1939, el sant porta aurèola. Josep Ricart i Jaume Sanjaume també van construir una còpia exacta del sant, però més petita (68 cm d’alçària) que és utilitzada per a la Capta.
És la que durant l'any guarden els administradors (organitzadors de la Festa Major de la vila) a casa seva, i només surt al carrer per les tres processons dels dies de Festa Major, i en els dies de la novena a la Basílica de Santa Maria de Vilafranca, del 22 al 30 d'agost, on se li canten els seus goigs. Aquesta imatge del 1959 va substituir-ne una que s'havia fet el 1939, i que era una còpia de la peça del segle xix que es va cremar durant la Guerra Civil.

## ElsGoigs a sant Fèlix

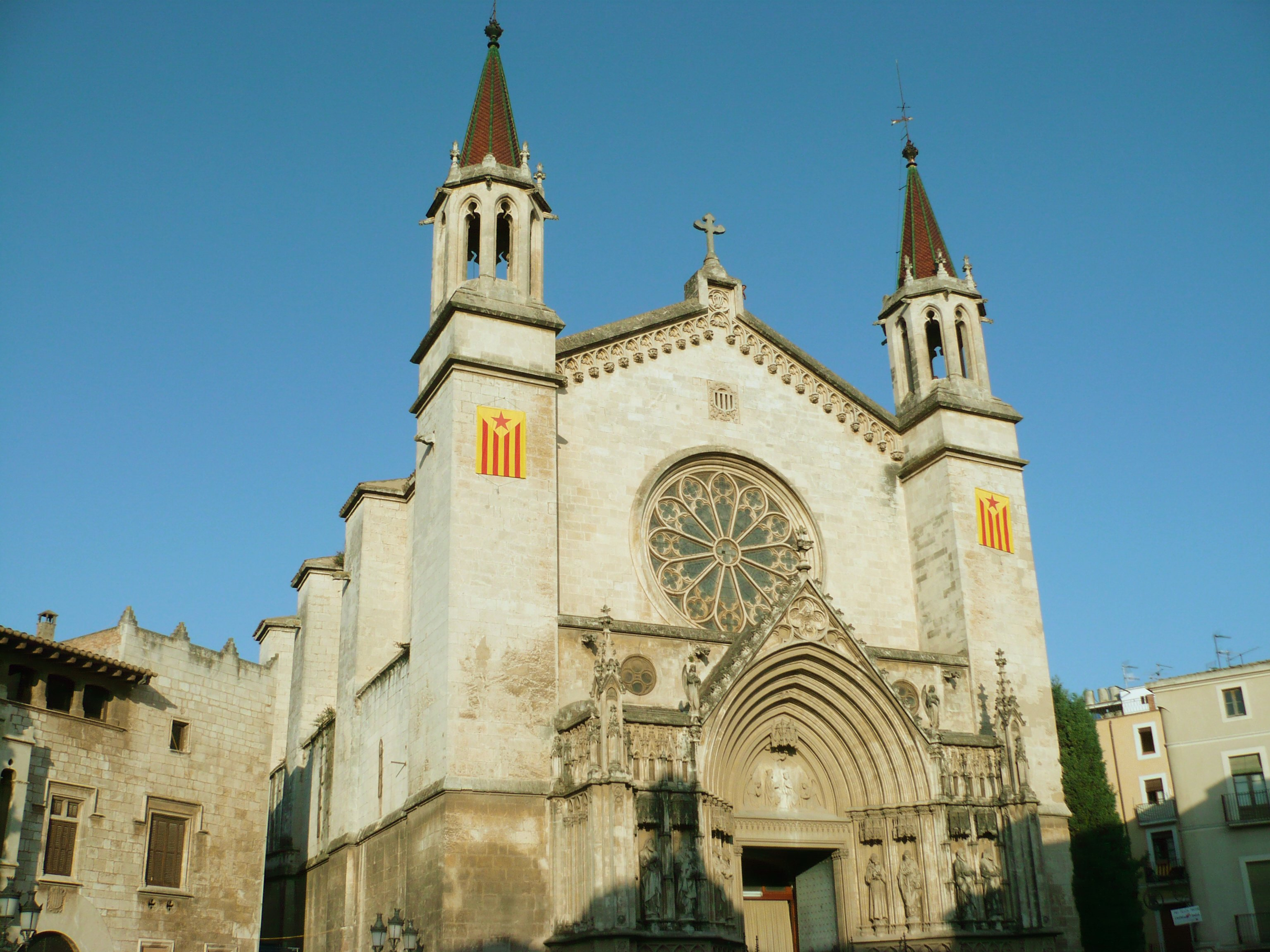
Basílica de Santa Maria

Els Goigs a sant Fèlix (o també Goigs a llaor del gloriós sant Fèlix màrtir són una composició dedicada a aquest sant. Es tracta d'uns goigs que es canten a la basílica de Santa Maria, església on se'n veneren les relíquies, el dia de Sant Fèlix (30 d'agost) i durant la seva novena (des del 22 d'agost).

La partitura original és de Josep Badia (1857) i la lletra dels Goigs explica la vida de sant Fèlix, el seu martiri i el trasllat de les seves relíquies a Vilafranca on aconseguí fer ploure després d'una sequera. Té l'estructura habitual dels goigs. És a dir, una estrofa que es repeteix a l'inici i al final; i que inclou la tornada (que es repeteix al final de cada estrofa) en els dos darrers versos:
| « | Puix per nostre protector el Cel volgué destinar-vos, als que vénen a implorar-vos, Fèlix, deu vostre favor. | » |